# ماريك بيندا
ماريك بيندا هو سياسي تشيكي، ولد في 10 نوفمبر 1968 في براغ في التشيك. نشط حزبياً في Christian Democratic Party (Czech Republic) ‏.

## مناصب
- في 2017 Czech parliamentary election [الإنجليزية]‏، انتخب عضو برلمان التشيك ‏ خلال فترته النيابية ‏ (21 أكتوبر 2017 – ).
- في 2013 Czech parliamentary election [الإنجليزية]‏، انتخب عضو برلمان التشيك ‏ خلال فترته النيابية ‏ (26 أكتوبر 2013 – 26 أكتوبر 2017).
- في 2010 Czech parliamentary election [الإنجليزية]‏، انتخب عضو برلمان التشيك ‏ خلال فترته النيابية ‏ (29 مايو 2010 – 28 أغسطس 2013).
- في 2006 Czech parliamentary election [الإنجليزية]‏، انتخب عضو برلمان التشيك ‏ خلال فترته النيابية ‏ (3 يونيو 2006 – 3 يونيو 2010).
- في 2002 Czech parliamentary election [الإنجليزية]‏، انتخب عضو برلمان التشيك ‏ خلال فترته النيابية ‏ (20 يوليو 2004 – 15 يونيو 2006).
- في 1998 Czech parliamentary election [الإنجليزية]‏، انتخب عضو برلمان التشيك ‏ خلال فترته النيابية ‏ (20 يونيو 1998 – 20 يونيو 2002).
- في 1996 Czech parliamentary election [الإنجليزية]‏، انتخب عضو برلمان التشيك ‏ خلال فترته النيابية ‏ (1 يونيو 1996 – 19 يونيو 1998).
- في 1992 Czech National Council election [الإنجليزية]‏، انتخب عضو برلمان التشيك ‏ خلال فترته النيابية ‏ (6 يونيو 1992 – 6 يونيو 1996).
- انتخب نائب رئيس  [لغات أخرى]‏ Chamber of Deputies Caucus of the Civic Democratic Party [الإنجليزية]‏ (24 أكتوبر 2017 – ).
- انتخب نائب رئيس  [لغات أخرى]‏ Chamber of Deputies Caucus of the Civic Democratic Party [الإنجليزية]‏ (9 ديسمبر 2014 – 26 أكتوبر 2017).
- انتخب رئيس مجلس الإدارة Chamber of Deputies Caucus of the Civic Democratic Party [الإنجليزية]‏ (18 ديسمبر 2012 – 28 أغسطس 2013).
- انتخب نائب رئيس  [لغات أخرى]‏ Chamber of Deputies Caucus of the Civic Democratic Party [الإنجليزية]‏ (11 مايو 2011 – 18 ديسمبر 2012).
- انتخب نائب رئيس  [لغات أخرى]‏ Chamber of Deputies Caucus of the Civic Democratic Party [الإنجليزية]‏ (30 مايو 2010 – 11 مايو 2011).
- انتخب نائب رئيس  [لغات أخرى]‏ Chamber of Deputies Caucus of the Civic Democratic Party [الإنجليزية]‏ (17 يوليو 1999 – 10 يوليو 2000).
- انتخب نائب رئيس  [لغات أخرى]‏ Chamber of Deputies Caucus of the Civic Democratic Party [الإنجليزية]‏ (16 يوليو 1996 – 9 يونيو 1997).

## وصلات خارجية
- الموقع الرسمي